# Klangwelt Toggenburg

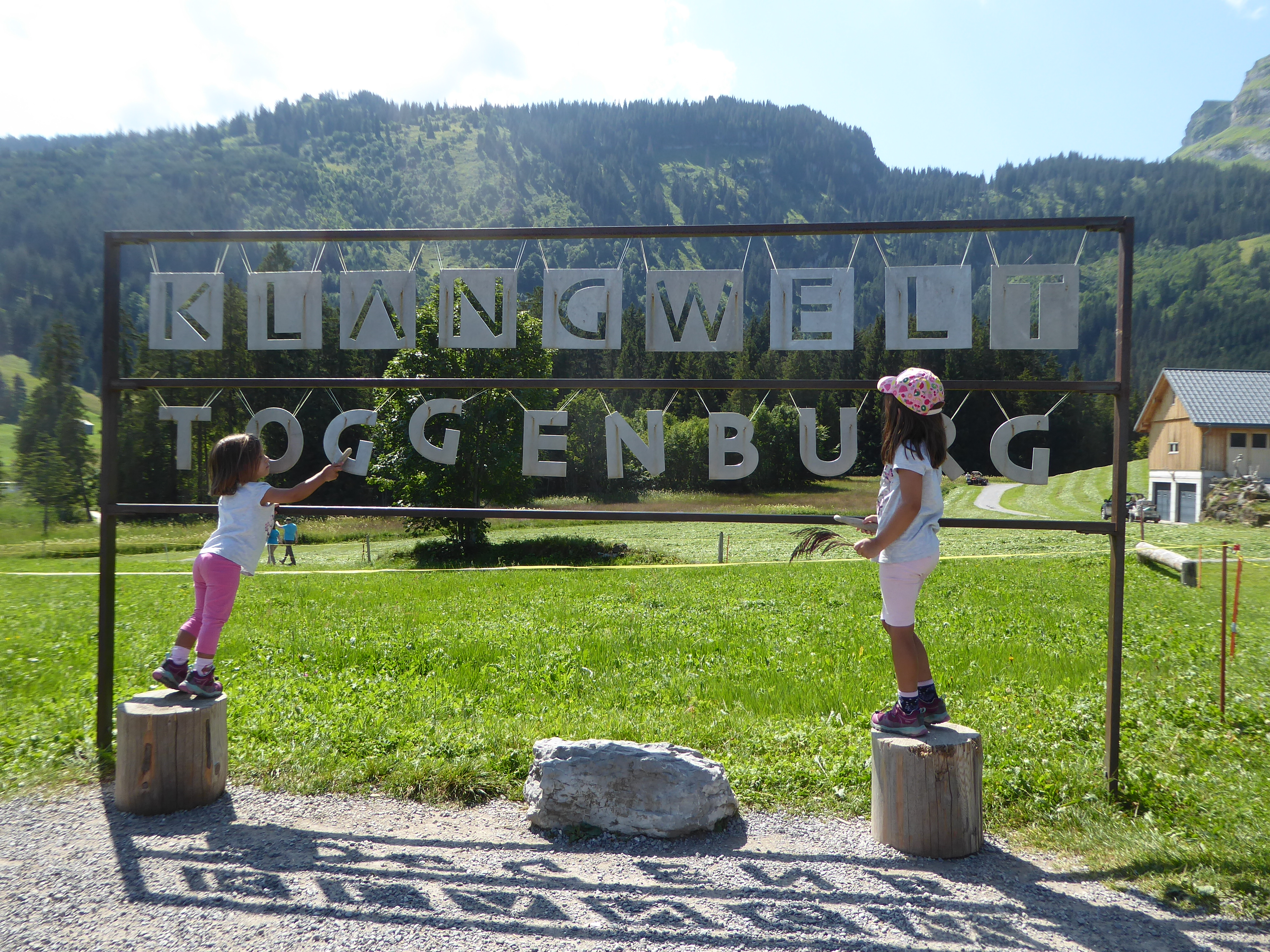
Klangwelt Toggenburg

Die Klangwelt Toggenburg ist eine 2003 gegründete Stiftung, die im «Klanghaus», auf dem «Klangweg», bei Klangfestivals, in Klangkursen und in der «Klangschmiede» in Alt St. Johann die lebendige musikalische Tradition des Toggenburgs vermittelt. Initiiert wurde die Klangwelt Toggenburg durch den Toggenburger Musiker und Komponisten Peter Roth.

## «Klanghaus»
Das «Klanghaus» am Schwendisee oberhalb von Wildhaus und Unterwasser bildet den Mittelpunkt der «Klangwelt». Der vom Zürcher Architekturbüro Meili & Peter projektierte Holzbau zeichnet sich durch eine hervorragende Akustik aus und steht Musikern, Sängern und Chören für Aufführungen, Proben und Kurse zur Verfügung. Betreiben wird das Klanghaus die «Stiftung Klangwelt Toggenburg», Eigentümer des Gebäudes ist der Kanton St. Gallen.
Die Realisierung des Projekts verlief harzig. Nachdem im St. Galler Kantonsrat 2016 fünf Stimmen für die erste Vorlage des Klanghauses fehlten, wurde das Konzept überarbeitet. Am 30. Juni 2019 bewilligten die St. Galler Stimmbürger mit 53,7 % Ja-Stimmen den benötigten Baukredit für die zweite Vorlage nur knapp. Das «Klanghaus» wurde am 24. Mai 2025 eingeweiht.

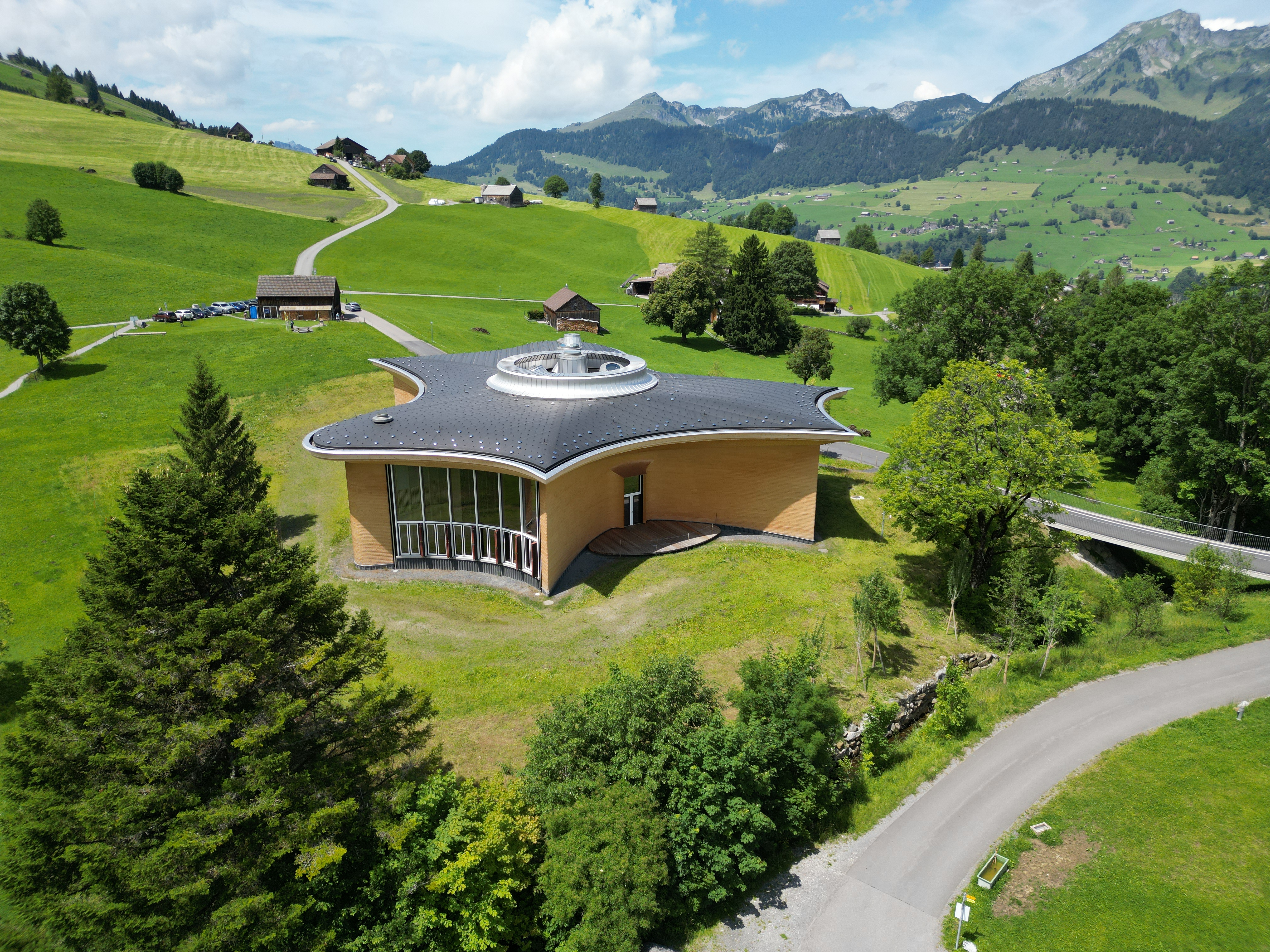
Das Klanghaus ersetzt den bestehenden Kursort «Seegüetli» am Schwendisee.
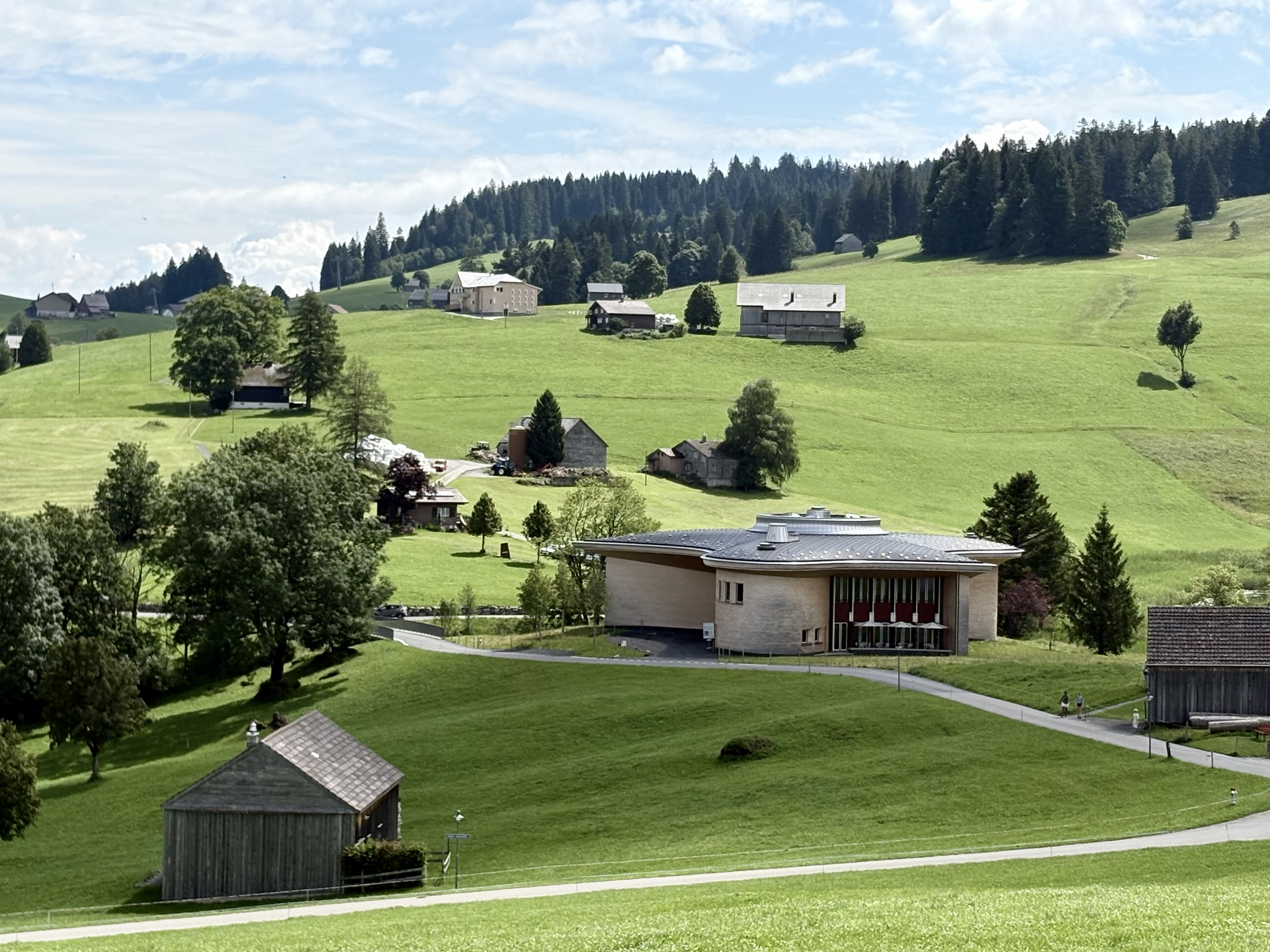
Ansicht von Westen. Die Holzkonstruktion ist mit Schindeln aus heimischer Fichte und Lärche eingekleidet.
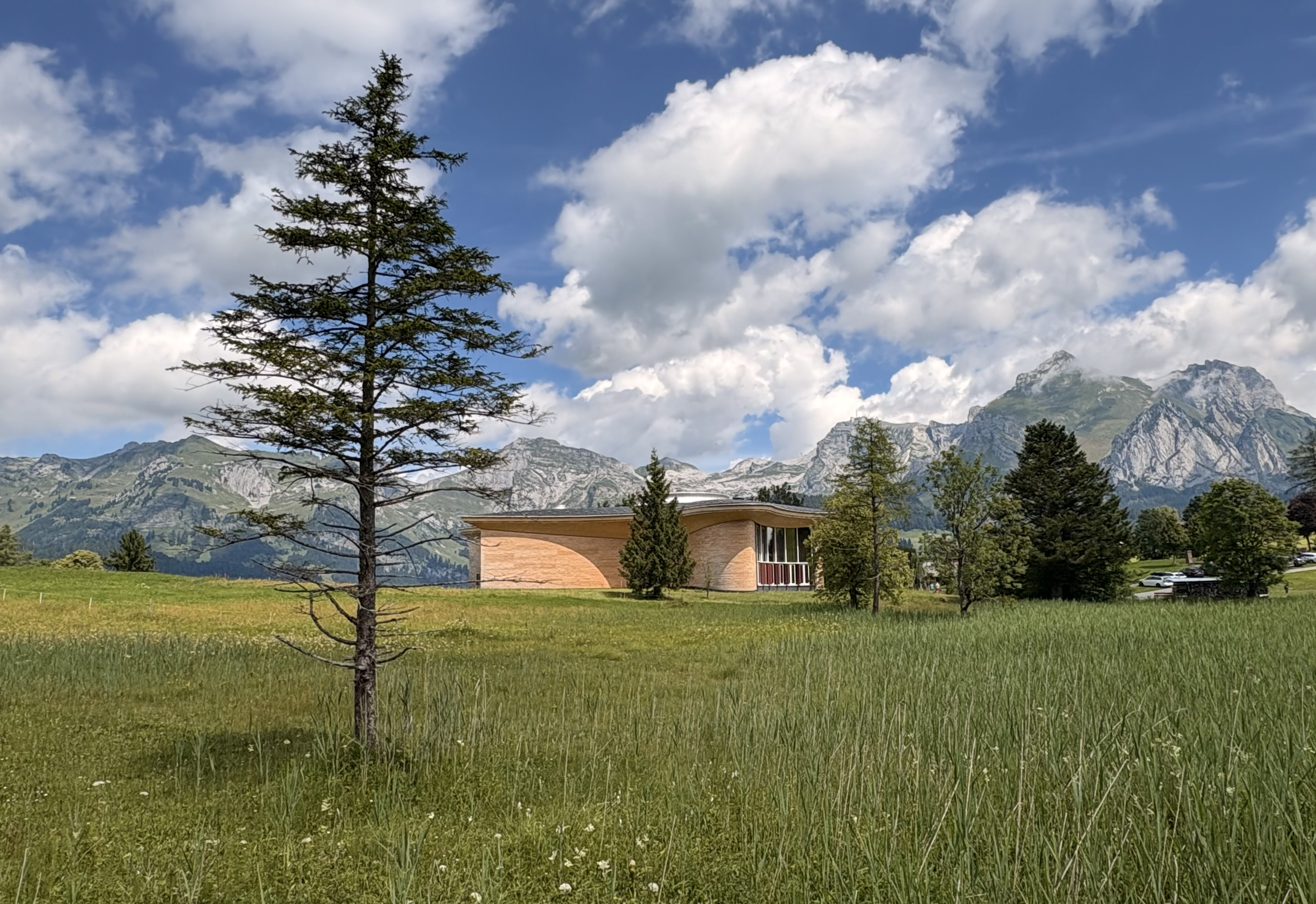
Nach Norden
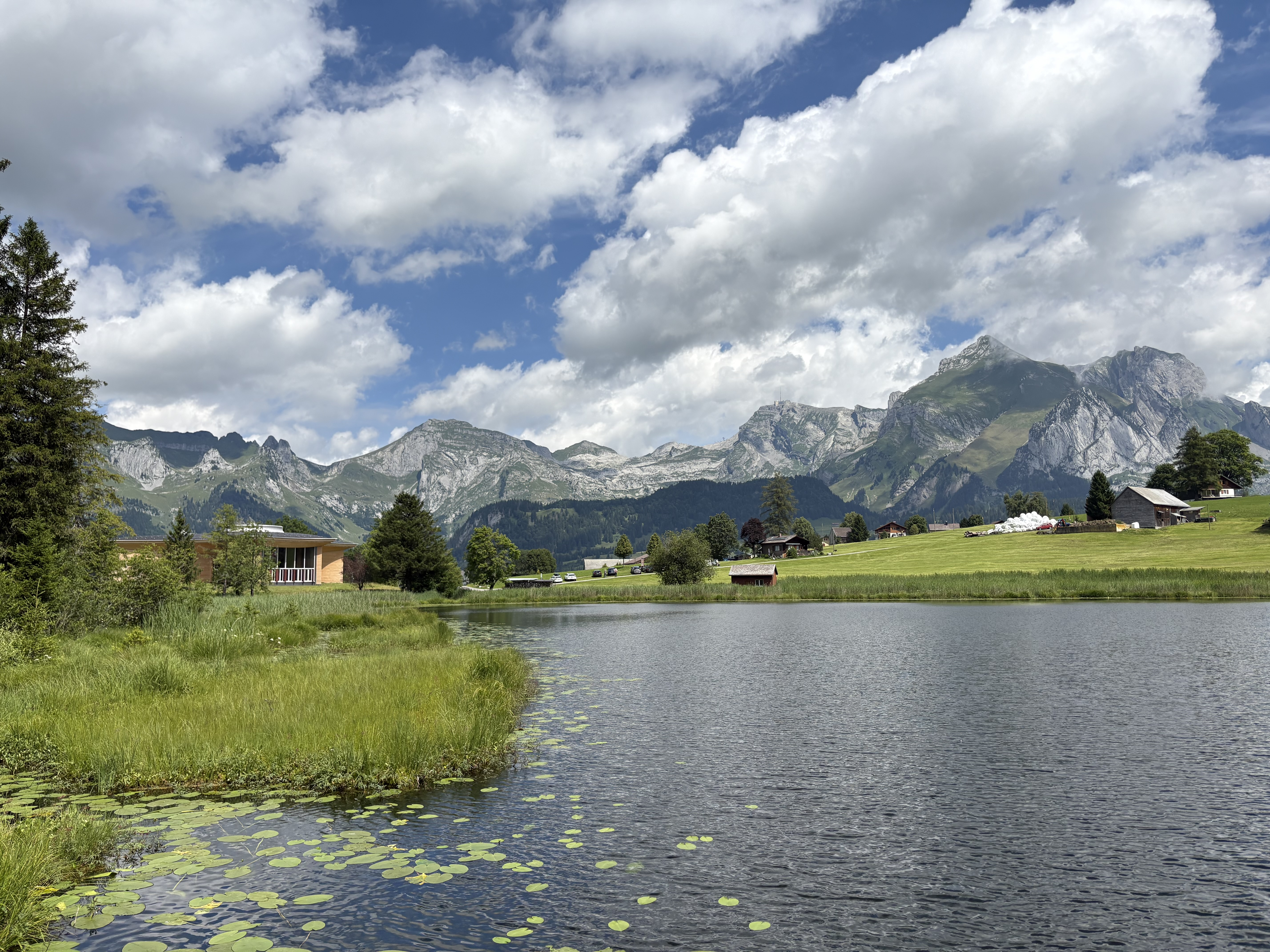
Am Schwendisee
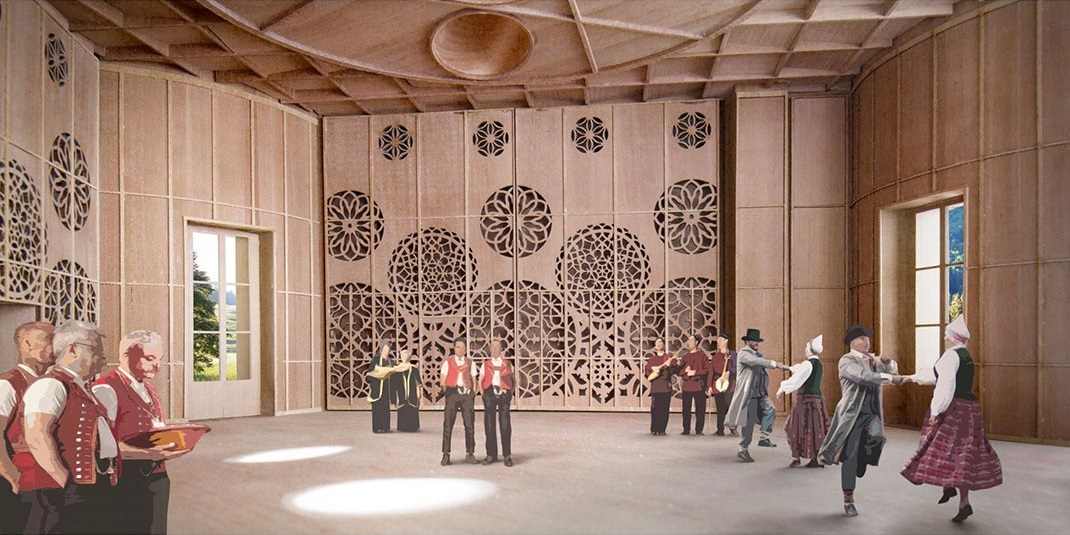
Innenansicht mit geschlossener Seitenwand. Das Klanghaus wird ein Zentrum für Naturtonmusik.
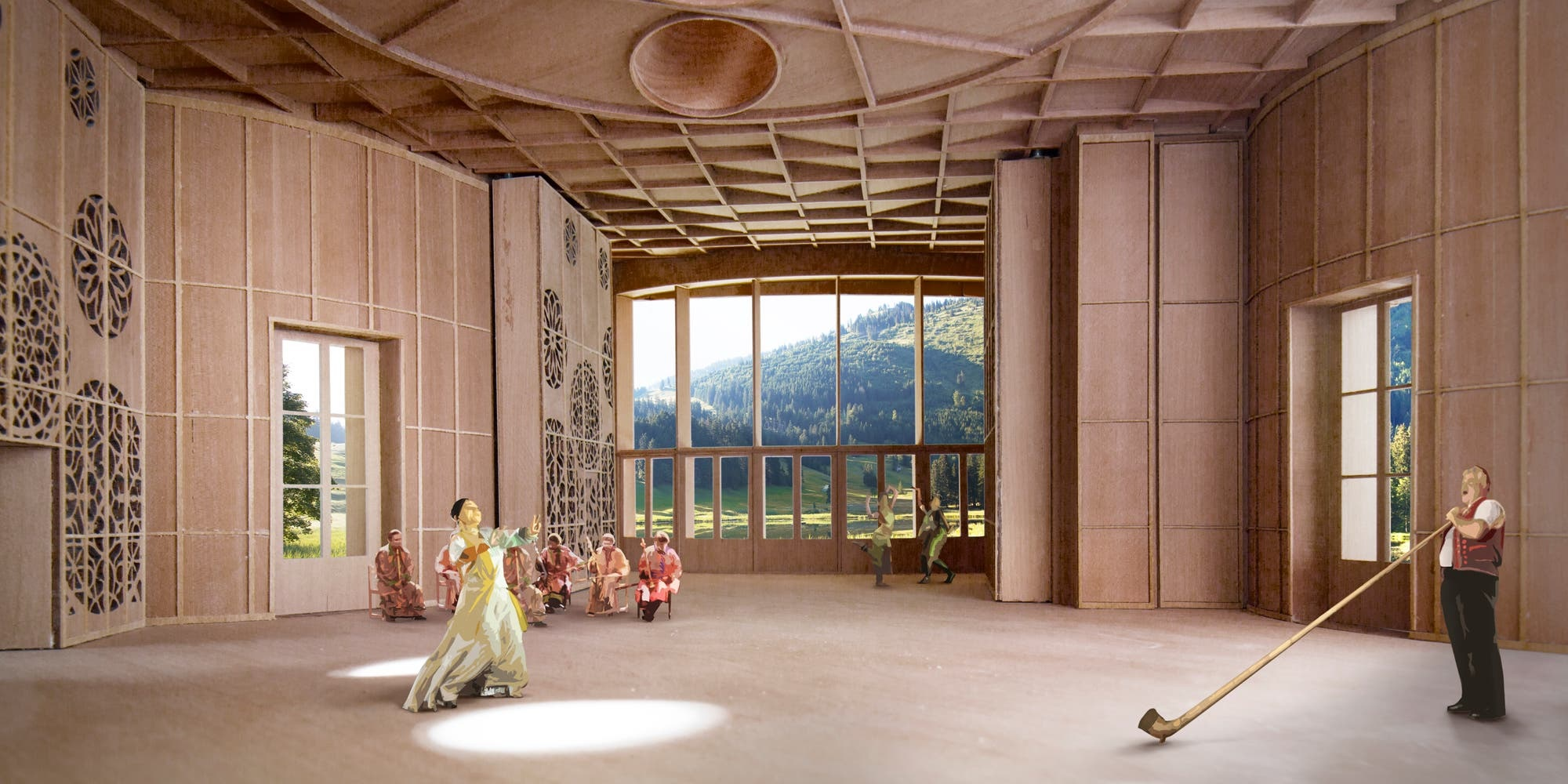
Innenansicht mit offener Seitenwand. Bewegliche Wände ermöglichen eine veränderbare Akustik.
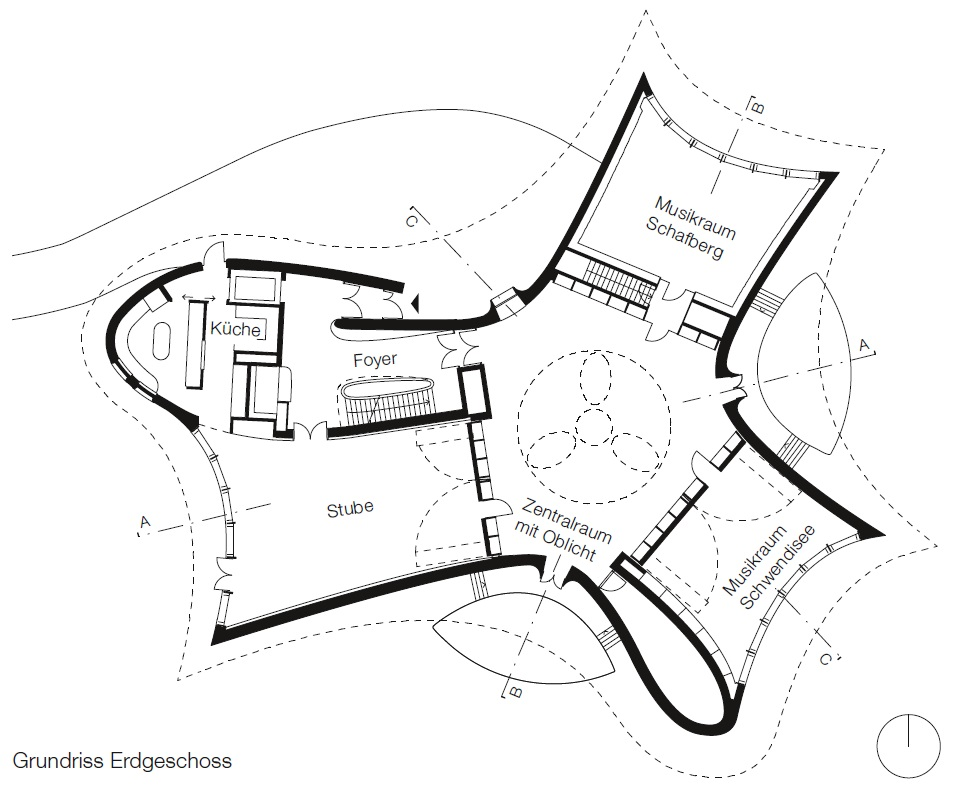
Grundriss Erdgeschoss. Das Klanghaus umfasst vier Klangräume mit Resonanztoren und zwei Aussenbühnen.
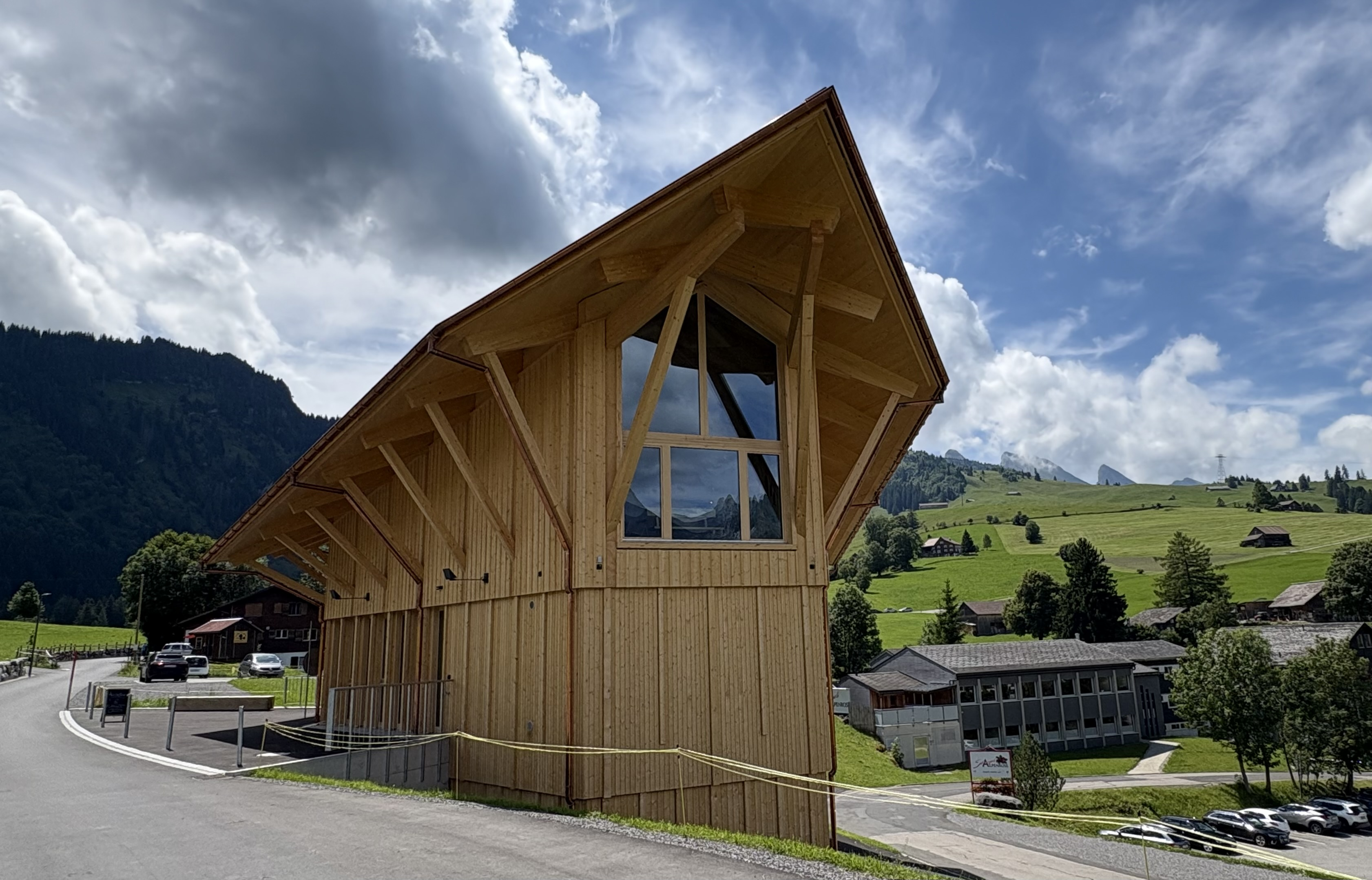
Resonanzzentrum

## «Resonanzhaus»
Zur Klangwelt gehört auch das frei zugängliche Resonanzzentrum Peter Roth. Der moderne Holzbau ist benannt nach dem Komponisten und Klangforscher Peter Roth, Initiant der Klangwelt Toggenburg. Es steht wenige Meter neben dem neuen Klanghaus Richtung Wildhaus. 
Darin können Konzerte, Kurse und Ausstellungen durchgeführt werden. Im ‹Klangdom› im obersten Stockwerk können Besucher Klang- und Hörerfahrungen erleben.

## «Klangweg»
Der «Klangweg» ist ein 7,5 Kilometer langer Themenwanderweg und führt von der
Alp Sellamatt⊙ über den
Iltios⊙ und um den
Schwendisee⊙ herum ins
Wildhauser Oberdorf⊙. Entlang des Höhenwegs sind 27 Klangskulpturen aufgestellt, mit denen Klang erlebbar ist. Der «Klangweg» zieht jährlich 40 000 Wanderer an.

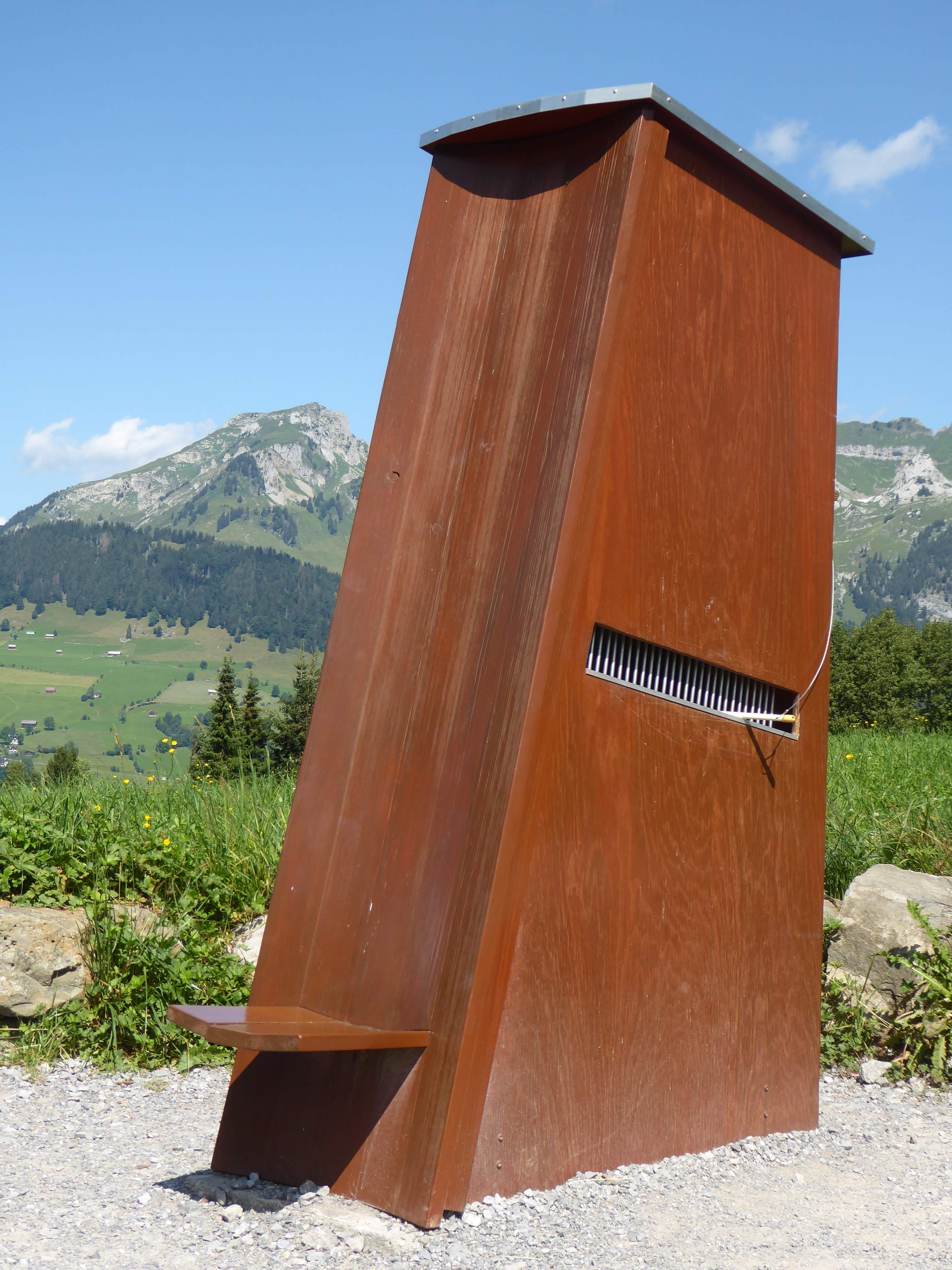
Station «Chäserruggguck»
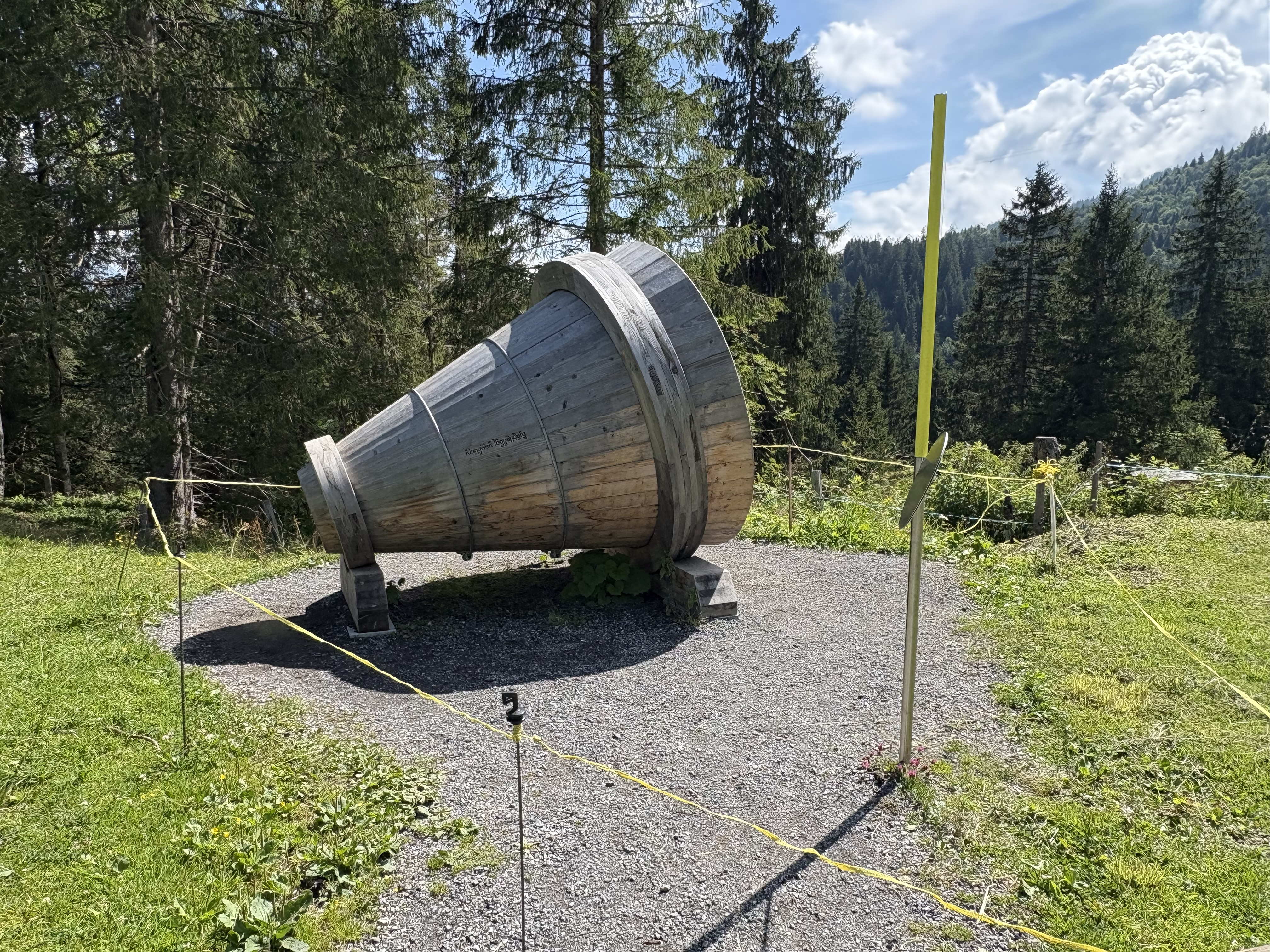
Station Betruf-Trichter
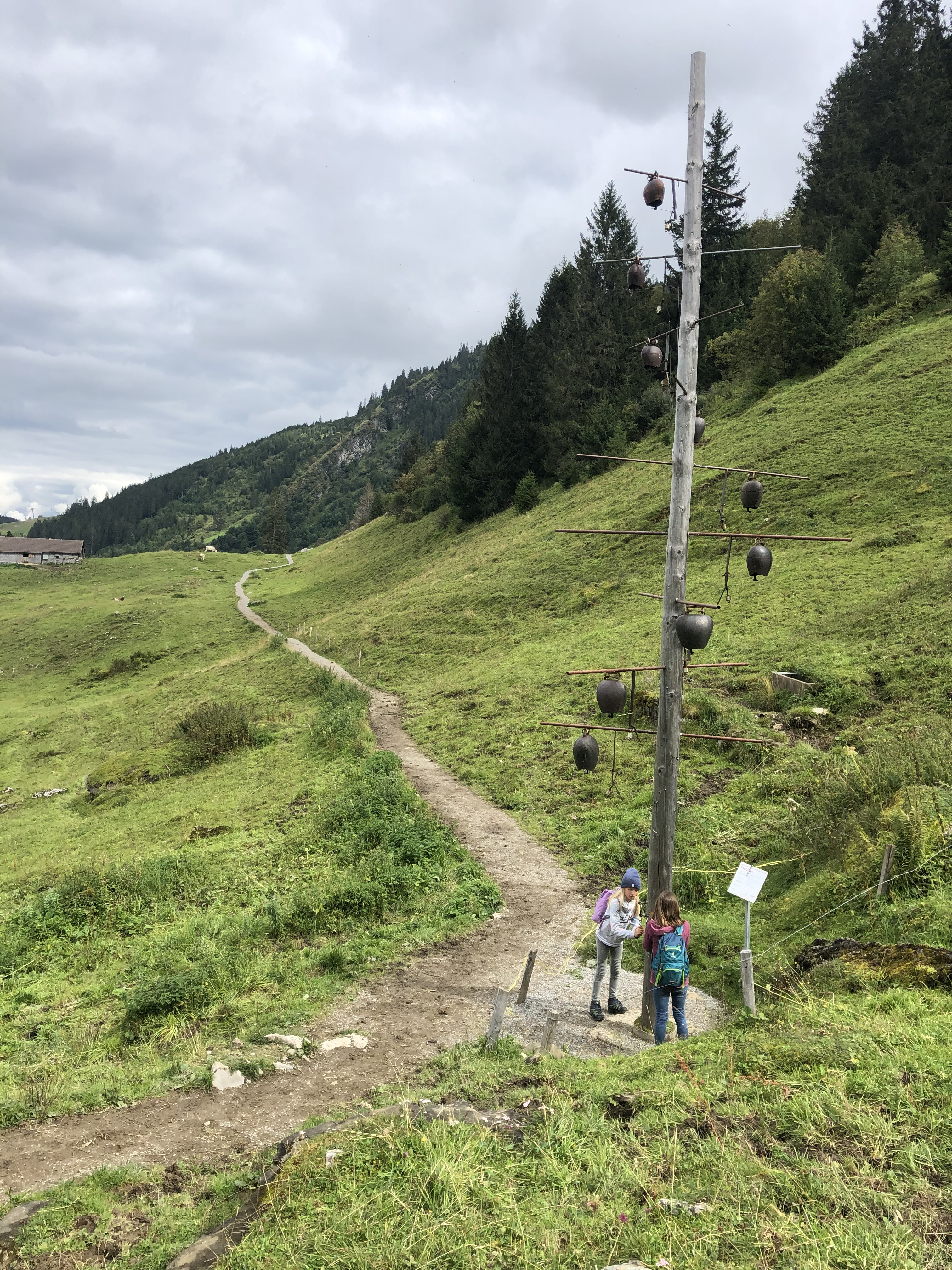
Glockenspiel

## «Klangschmiede»

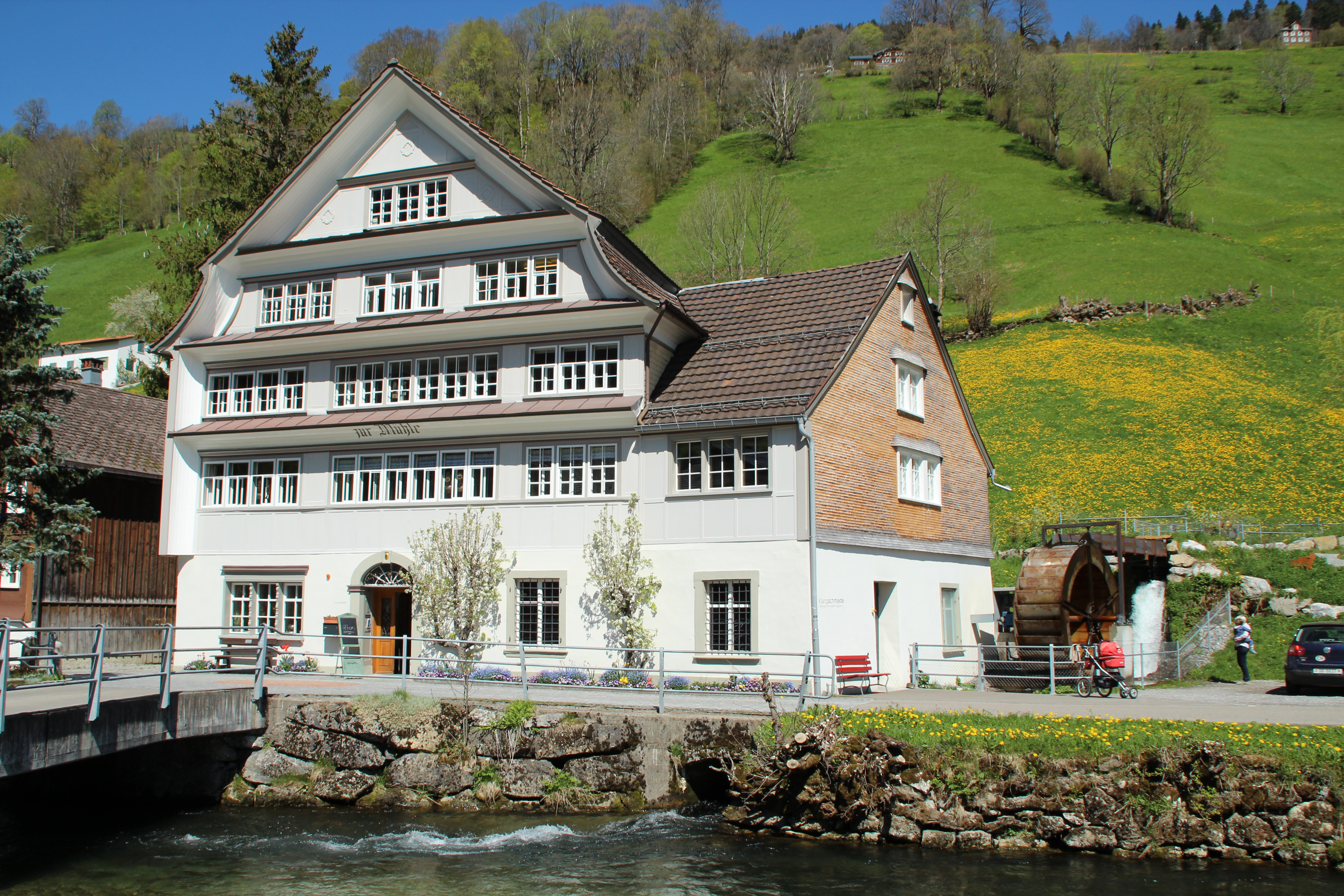
In der ehemaligen Klostermühle Alt St. Johann ist heute die Klangschmiede untergebracht.

Die «Klangschmiede» ist seit 2011 im Haus «zur Mühle» in Alt St. Johann untergebracht. Das stattliche spätbarocke Toggenburger Haus stammt aus dem Jahr 1787. Im Erdgeschoss befindet sich die Schmiede mit einer Doppelesse. Ein Wasserrad treibt die alten Maschinen wie zum Beispiel den Schmiedehammer an. Besucher können den Schellenschmieden bei der Arbeit zusehen. In den verschiedenen Räumen im Obergeschoss können Klänge erlebt werden. Seit Sommer 2019 ist ein Teil der «Klangschmiede» als Klang-Escape-Room eingerichtet, in dem Besucher eine Stunde lang Rätsel und Aufgaben um die Themen Klang, Resonanz und Brauchtum lösen. Weitere Räume werden für Klangkurse und die Geschäftsstelle der «Klangwelt Toggenburg» genutzt.

## Klangfestival
Das Klangfestival findet alle zwei Jahre zwischen Christi Himmelfahrt und Pfingsten statt. Ausgetragen wird es jeweils rund um die Propstei und in der evangelischen Kirche in Alt St. Johann. Bei diesem Festival mit Konzerten, Workshops und Projekten entsteht eine Verbindung zwischen den einheimischen und internationalen Künstlern aus anderen Kulturen. Am Klangfestival nehmen jeweils rund 6000 Personen teil.